# Parahyllisia indica
Parahyllisia indica är en skalbaggsart som beskrevs av Stefan von Breuning 1974. Parahyllisia indica ingår i släktet Parahyllisia och familjen långhorningar. Inga underarter finns listade i Catalogue of Life.